# Ефремова, Александра Ефремовна
Александра Ефремовна Ефремова (1925 — 2013) — советский передовик производства в сельском хозяйстве. Герой Социалистического Труда (1971).

## Биография
Родилась 3 мая 1925 года в селе Яндашево, Чебоксарского района Чувашской АССР в крестьянской семье.
С 1941 года работала дояркой в колхозе «Правда» Мариинско-Посадского района (с 1964 года был включен в состав совхоза «Большевик» Чебоксарского района Чувашской АССР).
22 марта 1966 года Указом Президиума Верховного Совета СССР «за трудовые отличия» Александра Ефремовна Ефремова была награждена Орденом Знак Почёта.
8 апреля 1971 года Указом Президиума Верховного Совета СССР «За выдающиеся успехи, достигнутые в развитии сельскохозяйственного производства и выполнении пятилетнего плана продажи государству продуктов земледелия и животноводства, в 1971 году» Александра Ефремовна Ефремова была удостоена звания Героя Социалистического Труда с вручением Ордена Ленина и золотой медали «Серп и Молот».
До 1986 года работала дояркой в совхозе имени XXV-го съезда КПСС Чебоксарского района. с 1986 года на пенсии.
Жила в Новочебоксарске, умерла 1 августа 2013 года.

## Награды
- Медаль «Серп и Молот» (8.04.1971)
- Орден Ленина (8.04.1971)
- Орден Знак Почёта (22.03.1966)

### Звание
- Почётный гражданин Новочебоксарска